# Ziou
Pour le département, voir Ziou (département).
Ziou, également appelé Mouma, est une commune et le chef-lieu du département de Ziou dans la province du Nahouri de la région Centre-Sud au Burkina Faso.

## Géographie
Ziou est situé à 43 km au Sud-Est de Pô sur la route régionale 15, à proximité de la frontière ghanéenne située 4 km au Sud.

## Météo
Ziou est situé dans une région aux températures élevées qui offre des conditions climatiques variées tout au long de l'année. Avec une température moyenne annuelle d'environ 30°C, Ziou bénéficie de conditions climatiques chaudes. La meilleure période pour explorer cette région se situe souvent entre avril et mai, lorsque le climat est généralement plus doux. Toutefois, le mois d'août est caractérisé par un fort ensoleillement et des températures élevées. 
En ce qui concerne les précipitations, Ziou enregistre généralement un maximum annuel de mm de pluie, ce qui indique une variabilité modérée des précipitations tout au long de l'année.

## Économie
L'économie de la commune repose principalement sur l'agriculture, favorisée par la création du barrage de retenue de Ziou, et le commerce avec les localités environnantes ainsi qu'avec le Ghana.

## Santé et éducation
Ziou accueille un centre de santé et de promotion sociale (CSPS) tandis que le centre médical (CMA) le plus proche se trouve à Pô.